# Seznam poslanců Evropského parlamentu z Česka (2004)
Toto je seznam českých poslanců Evropského parlamentu v roce 2004.
V přechodném období mezi vstupem České republiky do Evropské unie dne 1. května 2004 a mezi volbami do Evropského parlamentu v roce 2004 reprezentovalo Českou republiku v Evropském parlamentu 24 poslanců delegovaných už na jaře 2003 Poslaneckou sněmovnou PČR a Senátem PČR. Jejich mandát zanikl poté, co se na první plenární schůzi ujali svých mandátů poslanci zvolení v řádných volbách.
Od jara 2003 do 1. května 2004 měli status pozorovatelů, tj. mohli vystupovat pouze ve výborech a nemohli hlasovat (získávali však informace o jednání Evropského parlamentu). Od 1. května 2004 se pak stali řádnými poslanci Evropského parlamentu.
Seznam poslanců Evropského parlamentu z České republiky v období od 1. května 2004 do 19. července 2004.
| 8   | 7    | 3       | 3    | 1      | 2          |  |
| ODS | ČSSD | KDU-ČSL | KSČM | US-DEU | nestraníci |  |

| Jméno | Jméno              | Národní strana | Skupina v EP |
|       | Miroslav Beneš     | ODS            | EPP-ED       |
|       | Milan Ekert        | ČSSD           | PASD         |
|       | Hynek Fajmon       | ODS            | EPP-ED       |
|       | Richard Falbr      | ČSSD           | PASD         |
|       | Vilém Holáň        | KDU-ČSL        | PASD         |
|       | Kateřina Konečná   | KSČM           | EUL-NGL      |
|       | Daniel Kroupa      | nestraník      | EPP-ED       |
|       | Petr Lachnit       | ČSSD           | PASD         |
|       | Vladimír Laštůvka  | ČSSD           | PASD         |
|       | Jaroslav Lobkowicz | KDU-ČSL        | EPP-ED       |
|       | Helena Mallotová   | ODS            | EPP-ED       |
|       | Jiří Maštálka      | KSČM           | EUL-NGL      |
|       | Miroslav Ouzký     | ODS            | EPP-ED       |
|       | Alena Palečková    | ODS            | EPP-ED       |
|       | Jiří Pospíšil      | ODS            | EPP-ED       |
|       | Miloslav Ransdorf  | KSČM           | EUL-NGL      |
|       | Libor Rouček       | ČSSD           | PASD         |
|       | Helena Rögnerová   | nestraník      | ALDE         |
|       | Luděk Sefzig       | ODS            | EPP-ED       |
|       | Pavel Svoboda      | US-DEU         | EPP-ED       |
|       | Petr Šulák         | ČSSD           | PASD         |
|       | Miloš Titz         | ČSSD           | PASD         |
|       | Josef Vaculík      | KDU-ČSL        | EPP-ED       |
|       | Jan Zahradil       | ODS            | EPP-ED       |